# Kysucko-oravská lesní železnice

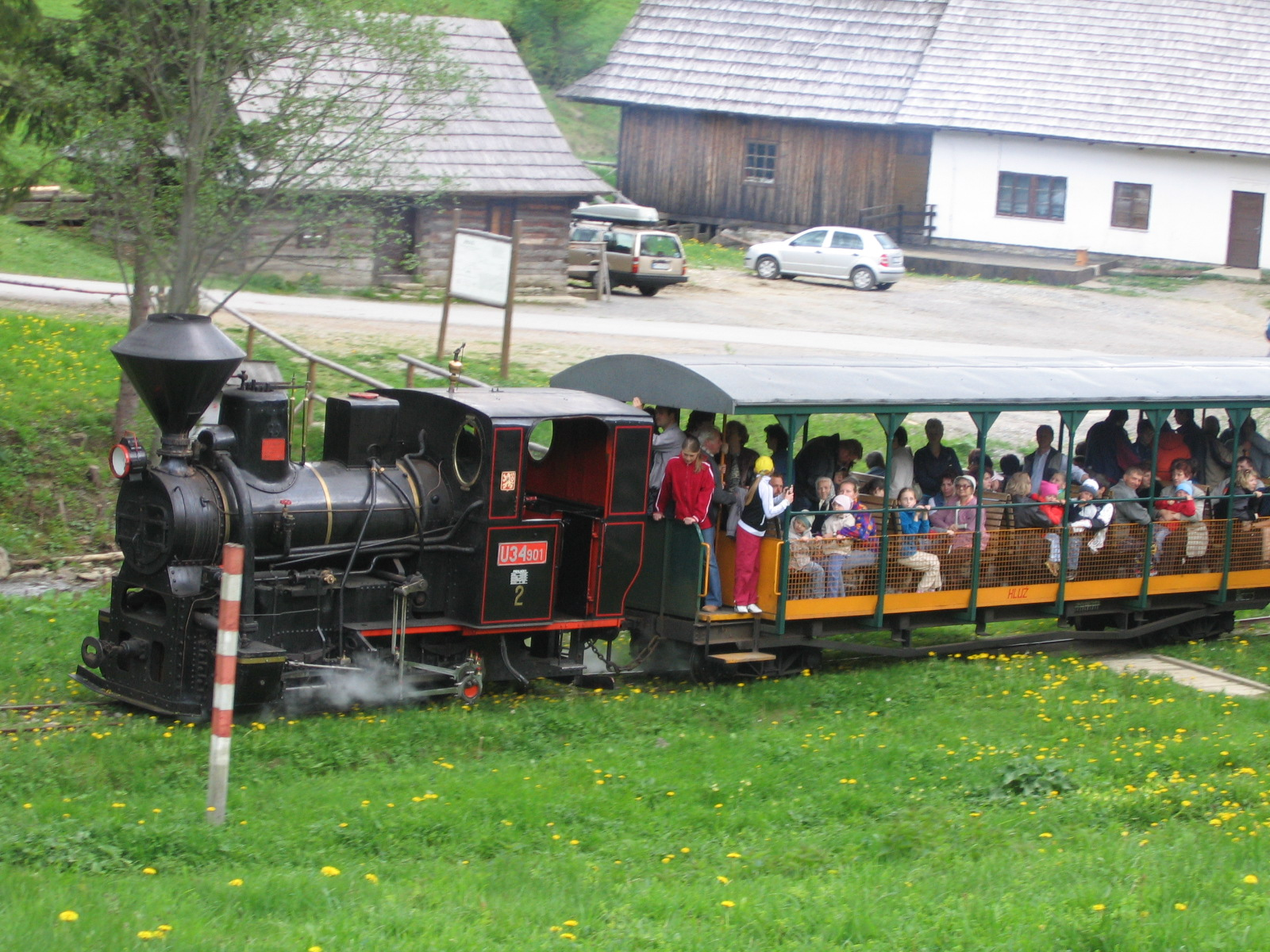
Turistická doprava na úseku, procházejícím Muzeum kysucké dediny

Kysucko-oravská lesní železnice byla rozsáhlá síť úzkokolejné železnice o rozchodu 760 mm, vzniklá propojením původně samostatných sítí Kysucké lesní železnice a Oravské lesní železnice. Do dnešní doby se zachovala pouze spojovací trať, vedoucí náročným terénem přes sedlo Beskyd. Technickou zvláštností je řešení spojovací tratě pomocí pěti úvratí. Trať se vyznačuje také velkými sklony, místy přesahujícími 70 ‰.

## Kysucká lesní železnice
Stavba Kysucké lesní železnice probíhala od roku 1915. První 16 km úsek z Oščadnice do Staré Bystrice byl uveden do provozu 17. července 1917, zbytek vedoucí do míst zvaných Vychylovka a Harveľka 15. března 1918. Celková délka hlavní trati byla 29 km, dalších přibližně 18 km měly v různou dobu existující odbočky.

## Oravská lesní železnice
Oravská lesní železnice byla otevřena 27. července 1918. V 60. letech 20. století dosáhla síť maximální délky 63 km.

## Spojovací trať

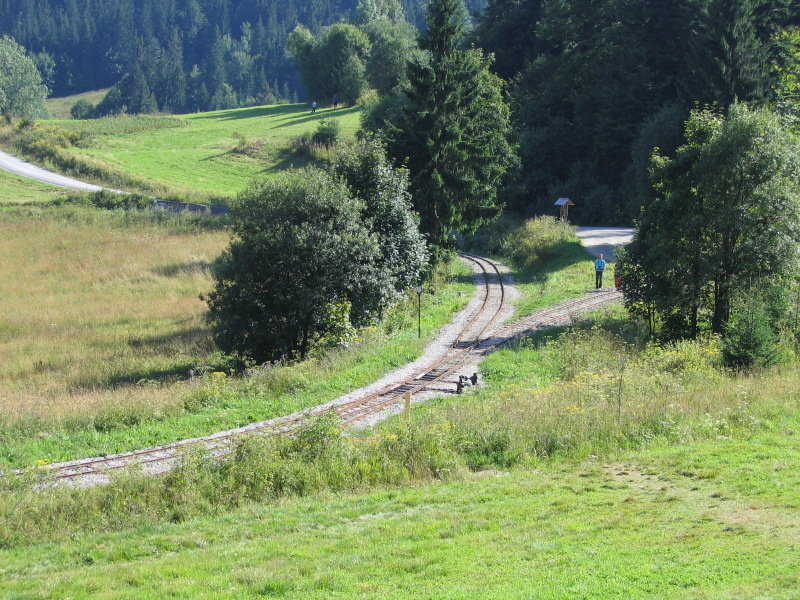
Nejvyšší bod spojovací tratě, úvrať v sedle Beskyd

Spojovací trať byla vybudována v letech 1925–1928. Jejím hlavním účelem bylo připojení kysucké sítě na tratě státní železnice. Protože trať musela překonat přes 200 metrů výškového rozdílu na pouhých 4 km vzdálenosti, a svahy neumožňovaly rozvinutí oblouků, bylo zvoleno řešení pomocí úvratí. Dvě úvrati jsou v koncových stanicích a další tři na trati. Spojovací trať dosáhla délky 10,5 km.
Originální technické řešení také způsobilo, že byla trať prohlášena za národní technickou památku. Pro turistický provoz je však užíván jen krátký 3,6 km úsek na kysucké straně, kde je sklon trati dostatečně bezpečný pro osobní dopravu.

## Obnova
Na obnově trati a jejích vozidel se od konce 70. let 20. století podílela skupina dobrovolníků soustředěných kolem železniční výtopny Veselí nad Moravou, převážně zaměstnanců lokomotivního depa a jejich rodinných příslušníků. Zprovoznili tak část trati z Vychylovky na Tanečník.